# Tom Eijsbouts
Willem Thomas (Tom) Eijsbouts (Maastricht, 24 december 1946) is een Nederlands hoogleraar Europees constitutioneel recht en zijn geschiedenis aan de Universiteit van Amsterdam (UvA) en emeritus hoogleraar Europees recht aan de Universiteit Leiden. 

## Loopbaan
Eijsbouts volgde het gymnasium en studeerde vervolgens rechten aan de Universiteit Leiden, waar hij in 1969 afstudeerde. Daarna studeerde hij aan het Graduate Institute of International Studies en haalde in 1971 het diplôme d'études approfondis. Na zijn diensttijd werd hij journalist, onder meer bij De Tijd, de Volkskrant en Binnenlands Bestuur en was als freelancer werkzaam. Vanaf 1986 werkte hij aan de UvA, bij de Faculteit Letteren, Europese Studies, als docent Europees recht. Op 9 november 1989 promoveerde hij te Leiden op de dissertatie Recht en toeval: Premissen van 'het beleid' in het licht van de feiten (Engelse titel: Law and Chance in the Context of Public Policy). In 1996 richtte hij het Hogendorp Centre for European Constitutional Studies op. Vanaf 1997 bezette hij de Jean Monnet leerstoel in European Constitutional Law and History. In 1997 ging hij werken aan de rechtenfaculteit van de UvA, werd in 2000 voorzitter van de board of editors van Legal Issues of Economic Integration en hoogleraar aan de rechtenfaculteit, leerstoel European Constitutional Law and its History. Op 9 november 2001 hield hij zijn Amsterdamse oratie onder de titel Het verdrag als tekst en als feit. De wedergeboorte van het Europese recht uit de val van de Berlijnse muur. 
In 2010 werd hij ook hoogleraar Europees Recht aan de Universiteit Leiden en hield daar op 25 november 2011 zijn inaugurele rede. Tot slot hiervan zong het hele gehoor in het Leidse groot auditorium een door hem geschreven nieuwe tekst voor het Europees volkslied. Het lied diende de Europese burgers volgens Eijsbouts te laten klinken als vrij, opstandig en als geïnspireerd door de geest van verzet. Voor de tekst keerde Eijsbouts terug naar de oorspronkelijke tekst van Friedrich Schiller, gericht tegen de tirannie, net als het Wilhelmus. Deze aanstelling duurde tot 1 januari 2015.
Eijsbouts was oprichter-hoofdredacteur van de European Constitutional Law Review in 2004, onder meer redacteur van Socialisme en Democratie, van 2012-2018, van 2006-2012 columnist bij Het Financieele Dagblad.
Eijsbouts publiceerde onder meer Europees Recht, algemeen deel, (redactie) en Een kleine filosofie van de bal (2006), Rutte, onaardig, onwaardig, schaamteloos (2014).
Behalve zijn journalistieke en opiniërende stukken publiceert hij vooral over constitutioneel recht, politieke theorie en filosofie.